# Discovery (video musical)
Discovery es un álbum de vídeos musicales por Electric Light Orchestra.
Fue grabado en 1979 poco después de completarse el álbum de estudio Discovery. Las pistas son idénticas al LP de estudio; cada canción del álbum tiene su vídeo musical. 
En 1980 recibió emisiones en TV por The Blue Jean Network, entre otros, con lanzamientos en VHS en 1979, después en el DVD y VHS Out of the Blue: Live at Wembley. 
El álbum en vídeo fue producido porque Jeff Lynne se rehusó a hacer un tour para promocionar el álbum como es de costumbre, pero en vez de eso lo presentó relativamente en el nuevo formato de vídeo. Esto ayudó al mercado de vídeos musicales en el nuevo formato. 
Los vídeos musicales marcaron la última aparición de los cellistas de la banda.

## Personal
- Jeff Lynne - vocal, guitarra
- Bev Bevan - batería
- Richard Tandy - teclado
- Kelly Groucutt - bajo, vocal
- Mik Kaminski - violín, teclado
- Hugh McDowell - chelo, teclado
- Melvyn Gale - chelo, teclado

## Lista de canciones
Todas las canciones escritas y compuestas por Jeff Lynne. 
| N.º | Título                     | Duración |  |
| 1.  | «Shine a Little Love»      | 4:43     |  |
| 2.  | «Confusion»                | 3:42     |  |
| 3.  | «Need Her Love»            | 5:11     |  |
| 4.  | «The Diary of Horace Wimp» | 4:17     |  |
| 5.  | «Last Train To London»     | 4:32     |  |
| 6.  | «Midnight Blue»            | 4:19     |  |
| 7.  | «On the Run»               | 3:55     |  |
| 8.  | «Wishing»                  | 4:13     |  |
| 9.  | «Don't Bring Me Down»      | 4:02     |  |

- Datos: Q5281855